# Austrolimnophila bifidaria
Austrolimnophila bifidaria är en tvåvingeart som beskrevs av Alexander 1942. Austrolimnophila bifidaria ingår i släktet Austrolimnophila och familjen småharkrankar. Inga underarter finns listade i Catalogue of Life.